# Sophira metatarsata
Sophira metatarsata är en tvåvingeart som först beskrevs av Meijere 1914.  Sophira metatarsata ingår i släktet Sophira och familjen borrflugor. Inga underarter finns listade i Catalogue of Life.